# Yōsuke Akiyama
Yōsuke Akiyama (jap. 秋山 陽介, Akiyama Yōsuke; * 13. April 1995 in der Präfektur Chiba) ist ein japanischer Fußballspieler. 

## Karriere
Yōsuke Akiyama erlernte das Fußballspielen in den Jugendmannschaften von Yuridai SC und JEF United Chiba, der Schulmannschaft der Ryutsu Keizai University Kashiwa High School sowie in der Universitätsmannschaft der Waseda-Universität. Von Juni 2017 bis Januar 2018 wurde er von der Universität an Nagoya Grampus ausgeliehen. Nach der Ausleihe wurde er von Nagoya 2018 fest verpflichtet. Der Club aus Nagoya, einer Hafenstadt in der Präfektur Aichi auf Honshū, spielte in der höchsten Liga des Landes, der J1 League. Von Juli 2019 bis Januar 2020 wurde er an den Ligakonkurrenten Júbilo Iwata nach Iwata ausgeliehen. Für Iwata absolvierte er acht Erstligaspiele. Nach der Ausleihe kehrte er Anfang 2020 zu Nagoya zurück. Nach insgesamt 25 Spielen für Nagoya wechselte er im Januar 2021 zum Ligakonkurrenten Vegalta Sendai. Am Saisonende 2021 belegte er mit Sendai den neunzehnten Tabellenplatz und musste in die zweite Liga absteigen. Im Februar 2022 wechselte er auf Leihbasis zum Zweitligisten JEF United Ichihara Chiba.